# تیم ملی فوتبال زنان برزیل
تیم ملی فوتبال زنان برزیل (به پرتغالی: Seleção Brasileira de Futebol Feminino) نماینده زنان این کشور در رده ملی است.
این تیم اولین بازی خود را در تاریخ ۲۲ ژوئیه سال ۱۹۸۶ در مقابل تیم ملی فوتبال زنان ایالات متحده آمریکا انجام داد.
تیم برزیل پر افتخارترین تیم ملی زنان در آمریکای جنوبی است.

## پیشینه
برزیل در جام جهانی فوتبال زنان سال ۱۹۹۹ سوم شد.
این تیم در بازیهای المپیک سال ۲۰۰۰ به مقام چهارم رسید، در سال‌های ۹۸ و ۹۹ نایب قهرمان شد، در المپیک ۲۰۰۴ قهرمان این بازیها شد.
در سال‌های ۲۰۰۲و۲۰۰۴ تیم ملی زیر ۲۰ سال زنان برزیل در رده چهارم جام جهانی فوتبال زنان زیر ۲۰ سال قرار گرفت.

## بازی‌های المپیک
- ۱۹۹۶ – مقام چهارم
- ۲۰۰۰ – مقام چهارم
- ۲۰۰۴ –  مدال نقره
- ۲۰۰۸ –  مدال نقره

## پیشینهٔ جام جهانی
| سال   | نتیجه           | مسابقه | برد | تساوی | باخت | گل زده | گل خورده |
| ----- | --------------- | ------ | --- | ----- | ---- | ------ | -------- |
| ۱۹۹۱  | مرحلهٔ گروهی     | ۳      | ۱   | ۰     | ۲    | ۱      | ۷        |
| ۱۹۹۵  | مرحلهٔ گروهی     | ۳      | ۱   | ۰     | ۲    | ۳      | ۸        |
| ۱۹۹۹  | مقام سوم        | ۶      | ۳   | ۲     | ۱    | ۱۶     | ۹        |
| ۲۰۰۳  | یک چهارم پایانی | ۴      | ۲   | ۱     | ۱    | ۹      | ۴        |
| ۲۰۰۷  | نایب قهرمان     | ۶      | ۵   | ۰     | ۱    | ۱۷     | ۴        |
| ۲۰۱۱  | یک چهارم پایانی | ۴      | ۳   | ۱     | ۰    | ۹      | ۲        |
| مجموع | ۶/۶             | ۲۶     | ۱۵  | ۴     | ۷    | ۵۵     | ۳۴       |

## پیشینهٔ جام ملتهای آمریکای جنوبی
| سال   | نتیجه       | مسابقه | برد | تساوی | باخت | گل زده | گل خورده |
| ----- | ----------- | ------ | --- | ----- | ---- | ------ | -------- |
| ۱۹۹۱  | قهرمان      | ۲      | ۲   | ۰     | ۰    | ۱۲     | ۱        |
| ۱۹۹۵  | قهرمان      | ۵      | ۵   | ۰     | ۰    | ۴۴     | ۱        |
| ۱۹۹۸  | قهرمان      | ۶      | ۶   | ۰     | ۰    | ۶۶     | ۳        |
| ۲۰۰۳  | قهرمان      | ۳      | ۳   | ۰     | ۰    | ۱۸     | ۲        |
| ۲۰۰۶  | نایب قهرمان | ۲      | ۶   | ۰     | ۱    | ۳۰     | ۴        |
| ۲۰۱۰  | قهرمان      | ۲      | ۲   | ۰     | ۰    | ۲۵     | ۲        |
| مجموع | ۶/۶         | ۳۰     | ۲۹  | ۰     | ۱    | ۱۹۵    | ۱۳       |

## پیشینه بازی‌های پان آمریکن
- ۱۹۹۹ – در این رقابتها شرکت نکرد
- ۲۰۰۳ –  قهرمان
- ۲۰۰۷ –  قهرمان

| ش. | پست       | بازیکن             | ت‌ت (سن)                  | بازی | گل | باشگاه            |
| -- | --------- | ------------------ | ------------------------ | ---- | -- | ----------------- |
| ۱  | دروازه‌بان | اندریا             | ۱۴ سپتامبر ۱۹۷۷ (۳۳ سال) | ۴۶   | ۰  | سانتوس            |
| ۲  | مدافع     | مائورینی           | ۱۴ ژانویه ۱۹۸۶ (۲۵ سال)  | ۴۴   | ۱۱ | وسترن نیویورک فلش |
| ۳  | مدافع     | دایانی             | ۱۵ آوریل ۱۹۸۳ (۲۸ سال)   | ۱۲   | ۳  | بتوکاتو           |
| ۴  | مدافع     | الینی (کاپیتان)    | ۷ ژوئن ۱۹۸۲ (۲۹ سال)     | ۲۳   | ۴  | سانتوس            |
| ۵  | مدافع     | رنتا کوستا         | ۸ ژوئیه ۱۹۸۶ (۲۴ سال)    | ۶۳   | ۲۷ | بازیکن آزاد       |
| ۶  | مدافع     | رزانا              | ۷ ژوئیه ۱۹۸۲ (۲۸ سال)    | ۳۲   | ۶  | سنترو المپیکو     |
| ۲  | هافبک     | ایستر              | ۹ دسامبر ۱۹۸۲ (۲۸ سال)   | ۲۶   | ۲  | سانتوس            |
| ۸  | هافبک     | فرمیگا             | ۳ مارس ۱۹۷۸ (۳۳ سال)     | ۴۶   | ۱۲ | بازیکن آزاد       |
| ۹  | هافبک     | بیاتریز            | ۱۷ دسامبر ۱۹۹۳ (۱۷ سال)  | ۲    | ۰  | بنگو              |
| ۱۰ | مهاجم     | مارتا ویرا داسیلوا | ۱۹ فوریه ۱۹۸۶ (۲۵ سال)   | ۶۹   | ۷۶ | وسترن نیویورک فلش |
| ۱۱ | مهاجم     | کریستیان           | ۱۵ مه ۱۹۸۵ (۲۶ سال)      | ۵۶   | ۴۱ | سانتوس            |
| ۱۲ | دروازه‌بان | باربارا            | ۴ ژوئیه ۱۹۸۸ (۲۲ سال)    | ۱۸   | ۲  | فاز کاتاراکتز     |
| ۱۳ | مدافع     | اریکا              | ۴ فوریه ۱۹۸۸ (۲۳ سال)    | ۱۴   | ۸  | سانتوس            |
| ۱۴ | مهاجم     | فابییانا           | ۴ اوت ۱۹۸۹ (۲۱ سال)      | ۱۸   | ۴  | سانتوس            |
| ۱۵ | هافبک     | فرانسییلی          | ۱۸ اکتبر ۱۹۸۹ (۲۱ سال)   | ۱۵   | ۵  | سان خوزه          |
| ۱۶ | مدافع     | ایلاینی            | ۱ نوامبر ۱۹۸۲ (۲۸ سال)   | ۱۸   | ۴  | تیرسه             |
| ۱۷ | مهاجم     | دانییلی            | ۲ آوریل ۱۹۸۳ (۲۸ سال)    | ۱۲   | ۳  | واسکو دوگاما      |
| ۱۸ | مهاجم     | تاییس جی           | ۲۰ ژانویه ۱۹۹۳ (۱۸ سال)  | ۵    | ۰  | بنگو              |
| ۱۹ | مهاجم     | گرازییلی           | ۲۸ آوریل ۱۹۸۱ (۳۰ سال)   | ۱۸   | ۵  | آمریکا            |
| ۲۰ | مدافع     | رساینی             | ۲۳ ژوئیه ۱۹۸۵ (۲۵ سال)   | ۱۲   | ۰  | بنگو              |
| ۲۱ | دروازه‌بان | تاییس              | ۱۹ ژوئن ۱۹۸۷ (۲۴ سال)    | ۱۲   | ۰  | بنگو              |

## حمایت از اعتراضات مردم ایران
در ژوئیهٔ ۲۰۲۳ تیم فوتبال زنان برزیل برای شرکت در جام جهانی فوتبال زنان ۲۰۲۳ وارد استرالیا شد. در دو سوی قسمت دُم هواپیمای چارتر بازیکنان این تیم، تصویر مهسا امینی و امیر نصر آزادانی نقش بسته و روی بدنهٔ هواپیما این جمله‌ها نوشته شده بود:
 «هیچ زنی نباید مجبور شود سرش را بپوشاند» و «هیچ مردی را نباید به خاطر گفتن این حرف به دار آویخت».

## نگارخانه

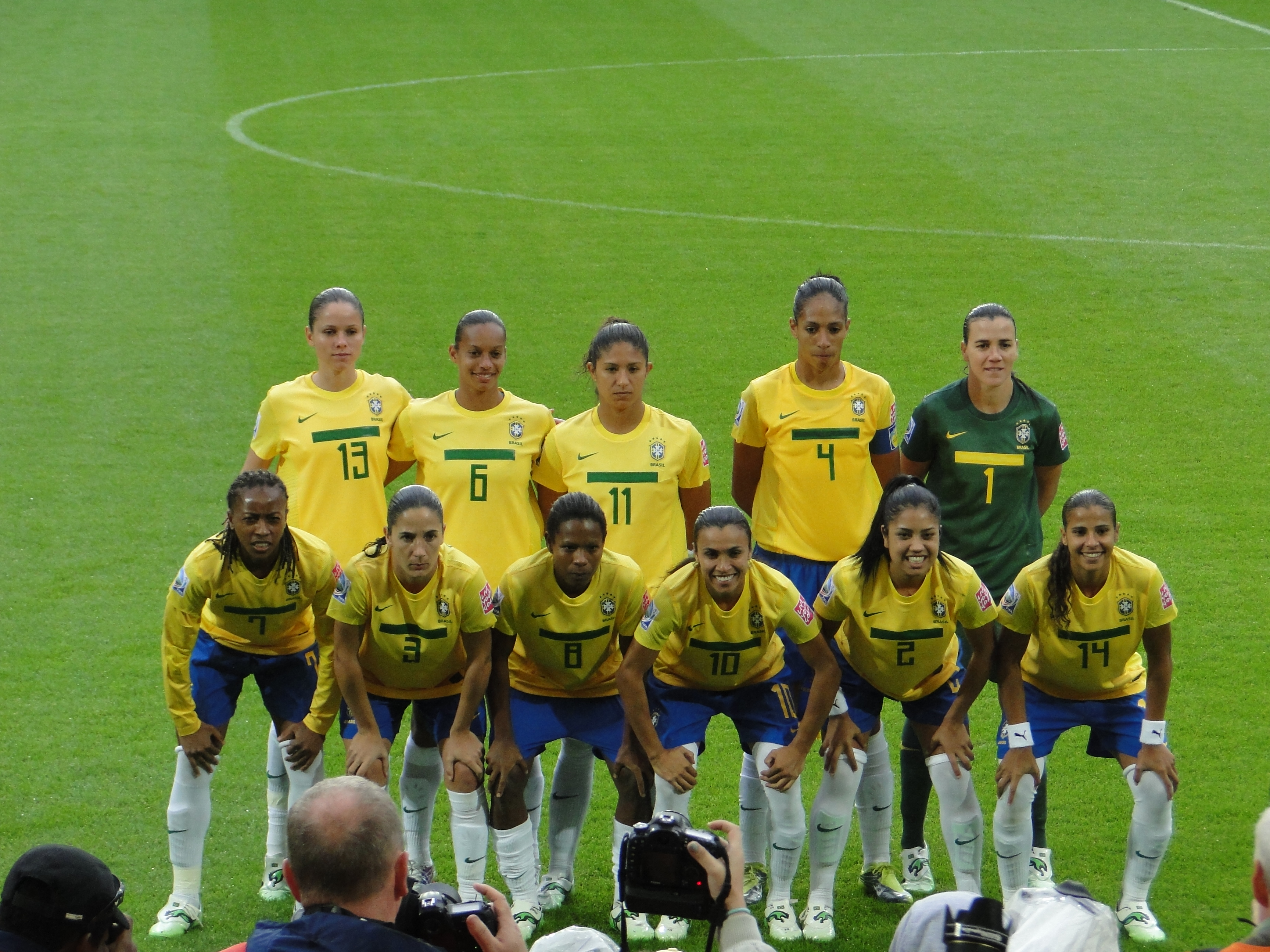